# (481) Emita

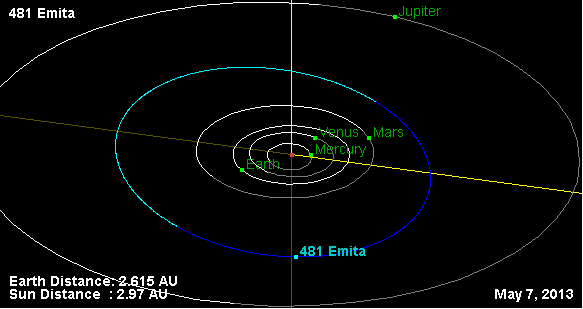
Umlaufbahn des Asteroiden Emita und seine Position im Sonnensystem

(481) Emita ist ein Asteroid des Hauptgürtels, der am 12. Februar 1902 vom italienischen Astronomen Luigi Carnera in Heidelberg entdeckt wurde.
Die Herkunft des Namens ist nicht bekannt.